# أندريه ميسكيتا
أندريه ميسكيتا (10 أكتوبر 1997 في البرتغال - ) هو لاعب كرة قدم برتغالي في مركز الهجوم. لعب مع AD Fafe ‏.

## وصلات خارجية
- أندريه ميسكيتا على موقع قاعدة بيانات كرة القدم.إي يو (الإنجليزية)
- أندريه ميسكيتا على موقع Soccerway.com (الإنجليزية)